# Aerofrenaggio

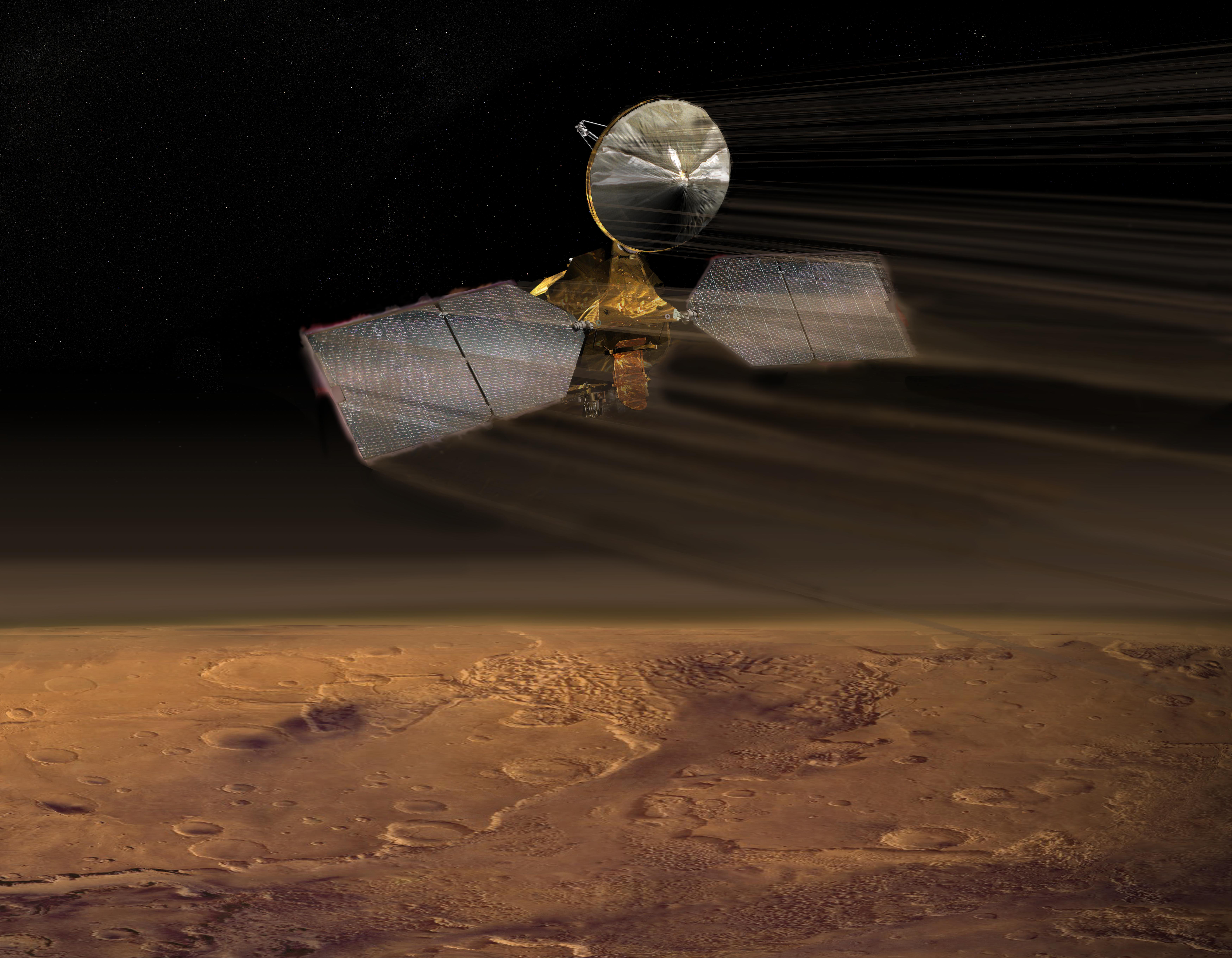
Rappresentazione del Mars Reconnaissance Orbiter nella fase di Aerofrenaggio

L'aerofrenaggio è la tecnica attraverso la quale una sonda spaziale sfrutta l'attrito dell'atmosfera di un pianeta per ridurre la propria velocità.

## Caratteristiche
L'aerofrenaggio è stato usato per decenni come un valido strumento per abbassare le orbite dei satelliti in orbita terrestre e farli eventualmente ricadere al suolo. Grazie ad esso è possibile ridurre fortemente l'energia cinetica del corpo in un breve intervallo di tempo, convertendola principalmente in calore. Per far sì che una sonda resista al calore è necessario uno scudo termico dotato di forma aerodinamica e di una buona resistenza all'accelerazione. Una procedura di aerofrenaggio è stata utilizzata anche per inviare sonde di superficie su Marte, Venere e Giove.

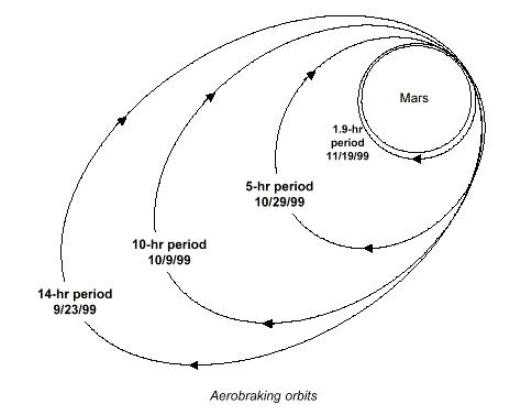
Le orbite di Aerofrenaggio del Mars Climate Orbiter

Una seconda possibilità di sfruttamento dell'aerofrenaggio prevede il suo utilizzo per ridurre semplicemente la velocità di una sonda spaziale, senza necessariamente provocarne l'ingresso definitivo nell'atmosfera. Ad esempio il Mars Global Surveyor ha utilizzato i propri pannelli solari come ali per apportare lievi modifiche alla propria orbita durante i suoi ripetuti passaggi al periareo. Questo tipo di aerofrenaggio non implica temperature o pressioni straordinarie e non richiede quindi caratteristiche strutturali specifiche della sonda.
La tecnica dell'aerofrenaggio è menzionata in molte storie di fantascienza. Ad esempio, nel romanzo 2010: Odissea due di Arthur C. Clarke due sonde (una russa e una cinese) attraversano gli strati superiori dell'atmosfera gioviana per ridurre la propria velocità così da poter esplorare i satelliti del pianeta. Nella Trilogia di Marte di Kim Stanley Robinson, si menziona spesso l'aerofrenaggio nell'atmosfera marziana delle astronavi provenienti dalla Terra; in particolare il primo romanzo, Red Mars, dedica molte pagine alle lunghe ed estenuanti esercitazioni che l'equipaggio dell'astronave Ares dedica alla procedura di aerofrenaggio all'arrivo su Marte, mai tentato prima con un veicolo spaziale di quelle dimensioni.